# Max Vachon
Pour les articles homonymes, voir Vachon.
Max Vachon est un zoologiste français, né le 4 janvier 1908 à Dijon et mort le 3 novembre 1991 à Paris, à l'hôpital Bichat.

## Biographie
Max Vachon commence ses études à Dijon et, influencé par ses professeurs, commence à s'intéresser à la zoologie. Après avoir eu sa licence ès sciences, il est répétiteur dans un lycée à Chaumont et à Dijon (1931-1935). Il est boursier, de 1935 à 1938, à la faculté des sciences de Dijon et séjourne régulièrement à l'observatoire océanologique de Banyuls-sur-Mer. Il soutient sa thèse à la Sorbonne en 1938, elle porte sur le développement et la reproduction des pseudoscorpions qu’il a conduite sous la direction de Robert Denis (1893-1969). Il obtient alors un poste d’assistant au Laboratoire de zoologie (vers et crustacés) du Muséum national d'histoire naturelle. En 1955, il succède à Louis Fage (1883-1964), à la tête de ce laboratoire (chaire de Lamarck) et devient Professeur.
Il étudie principalement les arachnides d’abord les pseudoscorpions, puis les scorpions d’Afrique du Nord pour lesquels il fait paraître en 1952 une importante monographie. Il s’intéresse tout particulièrement aux trichobothries. Ses centres d’intérêt vont s’agrandir au fil du temps et il étudiera d’autres arachnides comme les solifuges, mais aussi la segmentation chez les limules, le comportement des guêpes parasites d’araignées, etc.
Outre ses recherches, il est élu conseiller municipal d’Orly de 1945 à 1948 et participe à de nombreux comités du CNRS. Il dirige le Bulletin du Muséum national d’Histoire naturelle.Le Professeur Max  Vachon est membre de nombreuses sociétés savantes et est le président de l’Académie des sciences d’outre-mer et de la Société zoologique de France Il fonde le Centre international de documentation sur les arachnides qui promeut la collaboration internationale et organise des congrès d’arachnologie.
Sportif averti, il s’intéresse aussi à l’histoire de la biologie et notamment à la vie et l’œuvre de Jean-Baptiste de Lamarck (1744-1829) ainsi qu’à l’archéologie.
Il aura quatre enfants, deux fils et deux filles, tous travaillant dans le domaine médical. Max Vachon était chevalier de la Légion d'honneur. Une espèce d'acanthocéphales, Porrorchis maxvachoni, lui est dédiée.

## Sources
- Philippe Jaussaud & Édouard R. Brygoo (2004). Du Jardin au Muséum en 516 biographies. Muséum national d’histoire naturelle de Paris : 630 p.  (ISBN 2-85653-565-8)
- Mark Judson (1995), Max Vachon (1908-1991), Bulletin of the British Arachnological Society. 10 (3) : 113-114.  (ISSN 0524-4994)